# Yukarıkavacık, Çarşamba
Yukarıkavacık là một xã thuộc huyện Çarşamba, tỉnh Samsun, Thổ Nhĩ Kỳ. Dân số thời điểm năm 2010 là 638 người.